# 警視庁継続捜査班
『警視庁継続捜査班』（けいしちょうけいぞくそうさはん）は、2010年7月22日から9月9日までテレビ朝日系列「木曜ドラマ」枠で放送された日本の刑事ドラマ。主演は木村佳乃。

## 概要
2010年4月27日、殺人罪や強盗殺人罪など、最高刑が死刑の12の罪について公訴時効を廃止する改正刑事訴訟法が成立・施行されたことを受け、未解決の凶悪事件を専門に扱う警視庁継続捜査班の活躍を描く刑事ドラマ。
もともと、木曜日は20時から警察モノが多い木曜ミステリー（この年は『新・科捜研の女』）が放送されていたため、2本連続で警察ミステリーが放送されるかたちとなった。
また、遅れネット局の福井放送（こちらは2日遅れの土曜日21:00 - 21:54）でもその後続枠（同日22:00 - 22:54）では『新・警視庁捜査一課9係』が放送されていたため、やはり「警視庁」と名の付くドラマが2本連続で放送される形となった。
当初、高木真人役には大東俊介が決まっていたが、6月18日にバイク事故で右脚を複雑骨折したことによる加療のため降板。田島優成が代役に選ばれた。
キャッチコピーは「眠れない夜を、私が終わりにしてあげる。」。

## キャスト

### 警視庁刑事部捜査一課継続捜査班
貴志真奈美（きし まなみ）
演 - 木村佳乃
本作の主人公。警部補。頭脳明晰、冷静沈着で心理学に長けたプロファイラーだったが、ある事情で現場を離れ、警察大学校で講師として教鞭をとっていた。水城に見出され、継続捜査班に現場復帰する。
矢吹慎一（やぶき しんいち）
演 - 筒井道隆
警部補。捜査一課殺人犯捜査係の刑事だったが、ある事情で継続捜査班にやってくる。証拠や事実を積み上げていく現実派で、コンビを組む真奈美とはたびたび対峙するが、事件解決に協力する。
高木真人（たかぎ まさと）
演 - 田島優成
警部補。コンピュータを駆使し、リサーチと抜群の記憶力で頭脳型捜査を得意とする知性派。
水城紀子（みずき のりこ）
演 - 余貴美子
継続捜査班班長。警視。海外勤務などの経験が多く、かつては「鉄の女」と呼ばれるほど、仕事にもシビアだった。6年前の「世田谷区資産家老人殺人事件」で心理分析官として捜査に加わり、犯人は桂木以外の人間だと訴えたが、物的証拠が揃っていたこともあり、捜査一課が桂木を容疑者だと断定して指名手配したことが原因で、半年後に桂木の妻が自殺したため、自身のプロファイリングを信用できずに心理分析官を辞めた過去がある。
岩瀬厚一郎（いわせ こういちろう）
演 - 平泉成
叩き上げの刑事で出世とは無縁。長年の豊富な経験から、些細な疑問があれば徹底的に裏を取ろうとする。
新田明彦（にった あきひこ）
演 - 伊原剛志
継続捜査班のチームリーダー。警部。真奈美とは旧知の仲。

### 警視庁刑事部捜査一課
宮川学（みやがわ まなぶ）
演 - 高知東生
捜査一課管理官。警視。
友枝達也（ともえだ たつや）
演 - 南圭介
捜査一課刑事。警部補。
仲田周平（なかだ しゅうへい）
演 - RIKIYA
捜査一課刑事。警部補。
山岸徹（やまぎし とおる）
演 - 菅原大吉
捜査一課理事官。警視正。

### その他
吉崎仁美（よしざき ひとみ）
演 - 笛木優子
警視庁総務部広報課。クールな美貌の持ち主で、主に記者クラブで会見している。
秋本祥子（あきもと しょうこ）
演 - 小柳こずえ
警視庁記者クラブに常駐する記者。

### ゲスト
第1話「未解決事件〜連続殺人犯の告白」
- 加藤聡子 - 田島令子：妙子の母親。
- 加藤妙子 - 義達祐未：6年前の「金曜日の絞殺魔事件」の被害者。
- 本間健太郎 - 橋本じゅん：美容師。
- 牧口秀一 - 永倉大輔：元プロ野球選手。

第2話「未解決事件〜盗撮」
- 貴志徳治郎 - 橋爪功：真奈美の父親。元刑事。城山大学病院に入院している。
- 福角恒男 - 矢島健一：捜査一課刑事。
- 綾辺瞬 - 永田良輔：京子の息子。
- 綾辺（小倉）京子 - 宮田早苗：瞬の母親。
- 土蔵亀生 - 藤馬ゆうや：10年前の「雨の日の悪魔事件」の加害者。服役中に死亡。

第3話「未解決殺人〜容疑者の告白!!」
- 越坂奈月 - 芦名星、佐々木りお（15年前）：東都音楽大学の学生。15年前の「満月の訪問者事件」の生き残り。
- 風間輝樹 - 本田博太郎：「満月の訪問者事件」を捜査した元捜査一課刑事。
- 中村幸一 - 中西良太：「満月の訪問者事件」の被告。死刑囚。
- 星野佳世 - 長野里美：東都音楽大学のピアノ講師。
- 小林玲吾 - 梶原善：ゴシップ専門のルポライター。
- 神田幸恵 - 上野なつひ：東都音楽大学の学生で、奈月のライバル。
- 岸野渉 - 藤田宗久：楓総合病院院長。
- 久保田厚子 - 夏川加奈子：東都音楽大学学長。

第4話「未解決殺人〜監禁された女刑事」
- 萩原達也 - 細山田隆人：看護師。香苗の元恋人。
- 森谷英之 - 半海一晃：元巡査。10年前の「拳銃強奪事件」の被害者。
- 田岡勝俊 - 佐藤誓：茂の父親。
- 久保寺 - 浅見小四郎：10年前の「女子高生殺害事件」の弁護士。
- 相良文義 - 増田修一朗：広告会社勤務。10年前の「女子高生殺害事件」の加害者。
- 若木修 - 丸山敦史：IT会社社長。10年前の「女子高生殺害事件」の加害者。
- 佐竹晶 - 高山猛久：建設会社社員。10年前の「女子高生殺害事件」の加害者。
- 田岡茂 - 秋山育輝：証券会社のトレーダー。10年前の「女子高生殺害事件」の加害者。
- 古川雄一 - 古澤蓮：10年前の「女子高生殺害事件」の加害者。
- 阿久津幸一 - 松澤一之：香苗の父親。
- 阿久津良子 - 山下容莉枝：阿久津の妻。香苗の母親。
- 阿久津香苗 - 水月沙織：10年前の「女子高生殺害事件」の被害者。

第5話「未解決殺人〜犬が見た連続誘拐」
- 香川紘一 - 神保悟志：フォーフーズ社長。亜紀の義父。
- 香川絵里子 - 三浦理恵子：香川の妻。亜紀の母親。
- 香川亜紀 - 野口真緒：香川の娘。
- 田口明菜 - 小数賀芙由香：1年前に誘拐され、殺害される。
- 田口伸夫 - 有薗芳記：明菜の父親。1ヶ月前に退職。
- 田口久美子 - 大矢静：明菜の母親。娘の身代金を100万円と決めたことを後悔し、事件後寝たきりになってしまう。
- 横山勇二 - 貴山侑哉：身代金の受け渡しで絵里子に接触するが、逃走直後に車に轢かれ死亡。
- 徳永晴海 - 広岡由里子：横山の内縁の妻。陽平の姉。
- 徳永陽平 - 秦雄輔：亜紀の3年時の副担任で、晴海の弟。一年前に自殺。
- 利倉 - 西田圭：香川の会社の経理担当者。
- 宍戸隆之 - 若林久弥：香川の会社をリストラされた後、病気の母親を亡くす。
- 女性警官 - 中山沙織、桜井ゆかり：絵里子に接触する横山に職務質問。
- 刑事 - 宮川浩明：真奈美らと晴海の自宅を家宅捜索。

第6話「未解決殺人〜復讐」
- 岩瀬彩那 - 西原亜希：岩瀬の娘。目黒あおぞら保育園の保母。
- 梅野昭憲 - やべきょうすけ、小柴亮太（幼少期）：赤い通り魔事件の犯人。脱獄囚。
- 塚本暁 - 布施博：尚樹の父親。
- 塚本あかね - 一谷真由美：尚樹の母親。
- 塚本尚樹 - 荒木宏文：彩那の婚約者。
- 真久部達郎 - 佐戸井けん太：梅野の実父。小さい時に梅野を捨て、その後再婚した妻子がいる。
- 古池正人 - 上杉陽一：黒い鼠男事件の犯人。梅野に射殺される。
- みはね - 上野楓恋：目黒あおぞら保育園たんぽぽ組の園児。喘息の持病がある。
- 松庵 - 吉澤健：真久部と梅野父子を知る住職。
- 鈴木貴子 - 田川恵美子：黒い鼠男事件の被害者。
- 真久部の妻 - 岩下貴子

第7話「最後の未解決殺人!? 失踪人の謎」
- 桂木洋介 - 小林隆：上島信用金庫職員。6年前の「世田谷区資産家老人殺人事件」の容疑者。
- 桂木冴子 - 佐藤仁美、石井心愛（幼少期）：桂木の娘。
- 吉田浩也 - 佐々木勝彦：上島信用金庫支店長。
- 橋田喜久雄 - 加島潤：「世田谷区資産家老人殺人事件」の被害者。
- 永田幸恵 - 五月晴子：「世田谷区資産家老人殺人事件」当時の橋田邸の家政婦。ガンに侵され、水城に手紙を出していた。
- 竹原優 - 金山一彦：橋田の甥。
- 三沢康代 - 谷川清美：練馬記念病院の看護師。幸恵の担当。殺害される。
- 野口八重子 - 速水今日子：橋口邸の近くに住む主婦。
- 桂木の妻 - 磯西真喜
- 貴志徳治郎 - 橋爪功：真奈美の父親
- その他…丘野裟稀、田村崇一、小杉幸彦、夏映子、塩澤葉子

最終話「未解決殺人〜狙われた女刑事!!」
- 貴志徳治郎 - 橋爪功：真奈美の父親。元刑事。城山大学病院に入院している。
- 加藤義浩 - 柴俊夫：警察大学校教授。智美の父親。
- 千葉竜吾 - 戸次重幸：真奈美の講師時代の警察大学校生徒。
- 加藤智美 - 上間美緒：都立高校美術部員。加藤の娘。恩田と岡本からレイプされ、父親に射殺される。
- 看護師 - 伊勢みはと：城山大学病院の看護師。
- 恩田浩 - 宇治清高：都立高校美術部員。岡本と智美をレイプするが転落死。
- 岡本泰彦 - 中込恵介：都立高校美術部員。恩田と智美をレイプするが転落死。
- 医師 - 小久保丈二：東都大学病院に搬送された水城の手術を担当。
- 医師 - 田原正治：東都大学病院に搬送された水城の手術を担当。
- 医師 - 安藤広郎：東都大学病院に搬送された水城の手術を担当。
- 刑事 - 植村恵：継続捜査班や徳次郎の病室で盗聴器の捜査を行った。
- 新田文香 - 庭野結芽葉：新田の長女。
- 新田圭作 - 滝田匠：新田の長男。
- 看護師 - みうらりょうこ：東都大学病院に搬送された水城の手術の助手。

## スタッフ
- 脚本 - 吉本昌弘、長坂秀佳、高山直也、鴨義信
- 音楽 - 吉川清之
- 演出 - 猪原達三、常廣丈太、高橋伸之
- 主題歌 - AI「眠れない街」（UNIVERSAL SIGMA/アイランド）
- スタントコーディネイト - WGK
- カースタント - タカハシレーシング
- ガンエフェクト - パイロテック
- 技術協力 - テイクシステムズ、ブル
- 美術協力 - テレビ朝日クリエイト
- 照明協力 - 共立
- 音響効果 - スポット
- 編集 - ワインド・アップ
- 装飾 - テレフィット
- チーフプロデューサー - 五十嵐文郎（テレビ朝日）
- プロデューサー - 船津浩一（テレビ朝日）、壁谷悌之（泉放送制作）
- 制作協力 - 泉放送制作
- 制作 - テレビ朝日

## 放送日程
| 各話                                                           | 放送日        | サブタイトル                  | 事件名                                                                              | 脚本     | 演出     | 視聴率 |
| -------------------------------------------------------------- | ------------- | ----------------------------- | ----------------------------------------------------------------------------------- | -------- | -------- | ------ |
| 第1話                                                          | 2010年7月22日 | 未解決事件〜連続殺人犯の告白  | 金曜日の絞殺魔事件                                                                  | 吉本昌弘 | 猪原達三 | 12.7%  |
| 第2話                                                          | 2010年7月29日 | 未解決事件〜盗撮              | 雨の日の悪魔事件                                                                    | 長坂秀佳 | 猪原達三 | 12.7%  |
| 第3話                                                          | 2010年8月05日 | 未解決殺人〜容疑者の告白!!    | 満月の訪問者事件                                                                    | 吉本昌弘 | 常廣丈太 | 12.5%  |
| 第4話                                                          | 2010年8月12日 | 未解決殺人〜監禁された女刑事  | 拳銃強奪事件 女子高生殺害事件                                                       | 高山直也 | 高橋伸之 | 12.9%  |
| 第5話                                                          | 2010年8月19日 | 未解決殺人〜犬が見た連続誘拐  | 少女誘拐殺人事件                                                                    | 鴨義信   | 猪原達三 | 12.6%  |
| 第6話                                                          | 2010年8月26日 | 未解決殺人〜復讐              | 中年会社員通り魔事件 （赤い通り魔事件） 宮崎高利貸し女社長殺害事件 （黒い鼠男事件） | 吉本昌弘 | 常廣丈太 | 11.1%  |
| 第7話                                                          | 2010年9月02日 | 最後の未解決殺人!? 失踪人の謎 | 世田谷区資産家老人殺人事件                                                          | 高山直也 | 高橋伸之 | 13.2%  |
| 最終話                                                         | 2010年9月09日 | 未解決殺人〜狙われた女刑事!!  | 男子高生連続転落死事故 中野区女子高生射殺事件 複眼の狩人連続狙撃事件                | 吉本昌弘 | 猪原達三 | 12.7%  |
| 平均視聴率 12.6%（視聴率はビデオリサーチ調べ、関東地区・世帯） |               |                               |                                                                                     |          |          |        |